# Watkins Glen, New York
Watkins Glen är en ort i den amerikanska delstaten New York. Den är administrativ huvudort för countyt Schuyler County. Orten breder sig ut över 5,8 kvadratkilometer (km2) stor yta och hade en folkmängd på 1 859 personer vid den nationella folkräkningen 2010.
Området som Watkins Glen breder sig ut på, började bebyggas när Dr. Samuel Watkins anlände från New York 1828. Bebyggelsen fick namnet Salubria medan 1842 blev den en ort med namnet Jefferson. Tio år senare byttes det namn igen och den här gången till Watkins. 1926 fick den sitt nuvarande namn.
Sydväst om Watkins Glen ligger racerbanan Watkins Glen International som uppfördes 1956 och där flera nationella motorsportserier körs årligen.